# Tommy O'Hara
Tommy O'Hara (Bellshill, 17 d'agost de 1953-28 de gener de 2016) va ser un futbolista britànic nacionalitzat estatunidenc que jugava en la demarcació de migcampista.

## Internacional
Va jugar un partit amb la selecció de futbol dels Estats Units en qualitat d'amistós el 21 de març de 1982 contra Trinidad i Tobago que va finalitzar amb un resultat de 2-1.

## Clubs
| Club                  | País    | Any         | Partits | Gols |
| --------------------- | ------- | ----------- | ------- | ---- |
| Celtic FC             | Escòcia | 1971 - 1974 | 0       | 0    |
| Queen of the South FC | Escòcia | 1974 - 1978 | 137     | 9    |
| Washington Diplomats  | EUA     | 1978 - 1980 | 89      | 1    |
| Jacksonville Tea Men  | EUA     | 1981        | 31      | 0    |
| Motherwell FC         | Escòcia | 1981 - 1983 | 53      | 0    |
| Falkirk FC            | Escòcia | 1983 - 1984 | 36      | 3    |
| Partick Thistle FC    | Escòcia | 1984 - 1985 | 17      | 0    |